# Pannonica de Koenigswarter
Kathleen Annie Pannonica de Koenigswarter, baronowa jazzu (z domu Rothschild, ur. 10 grudnia 1913 w Londynie, zmarła 30 listopada 1988) – mecenas muzyki jazzowej i autorka książki. Była najbardziej znanym i największym mecenasem bebopu. Zstępna angielskiej linii wielkiej dynastii finansowej Rothschildów.

## Życie prywatne

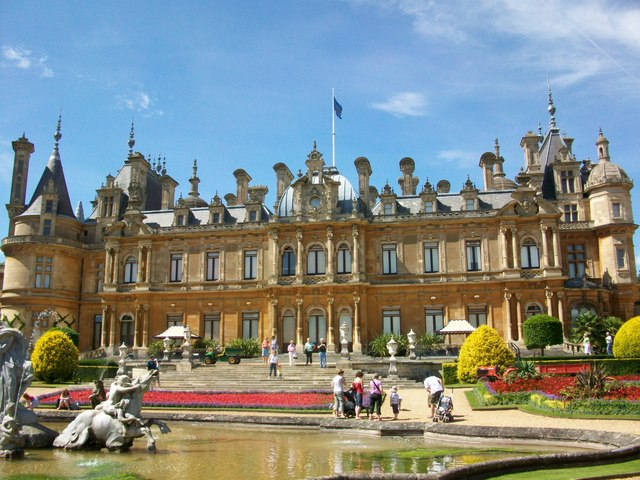
Dom dzieciństwa, Waddesdon Manor

Kathleen Annie Pannonica Rothschild urodziła się w grudniu 1913 roku w Londynie. Była najmłodszą córką Charlesa Rothschilda i jego żony, węgierskiej baronowej Rozsiki Edle von Wertheimstein, córki barona Alfreda von Wertheimstein z Transylwanii. Należała do najbogatszej wówczas rodziny na świecie. Jej dziadek ze strony ojca to Lord Nathan Rothschild. Dzieciństwo spędziła, między innymi, w rodzinnych domach Tring Park Mansion i Waddesdon Manor. Imię "Pannonica" (przydomek "Nica") miała otrzymać w nawiązaniu do nazwy Kotliny Panońskiej. Jej przyjaciel Thelonious Monk twierdził, że imię pochodzi od gatunku motyla, którego odkrył jej ojciec, a jej prasiostrzenica precyzuje, że inspiracją imienia był rzadki rodzaj ćmy, Eublemma pannonica. Była siostrzenicą Waltera Rothschilda, drugiego barona Rothschild. Jej brat Victor Rothschild został trzecim baronem Rothschild. Jej starsza siostra Miriam Rothschild była wybitnym zoologiem.
W 1935 roku wyszła za mąż za francuskiego dyplomatę, barona Juliusza de Koenigswarter, późniejszego bohatera Wolnej Francji. Mieszkali razem w jednym z zamków w północno-zachodniej Francji. Podczas II wojny światowej pracowała dla de Gaulle'a. Kiedy para rozstała się w 1951 roku, zamieszkała na stałe w wynajętym apartamencie w hotelu Stanhope na Piątej Alei w Nowym Jorku. W wyniku separacji z mężem została wydziedziczona przez rodzinę Rothschildów. Para rozwiodła się w 1956 roku, a pod koniec W 1958 roku Panonica kupiła dom z widokiem na panoramę Manhattanu, pierwotnie zbudowany dla reżysera Josefa von Sternberga, na 63 Kingswood Road w Weehawken, New Jersey.

## Jazz

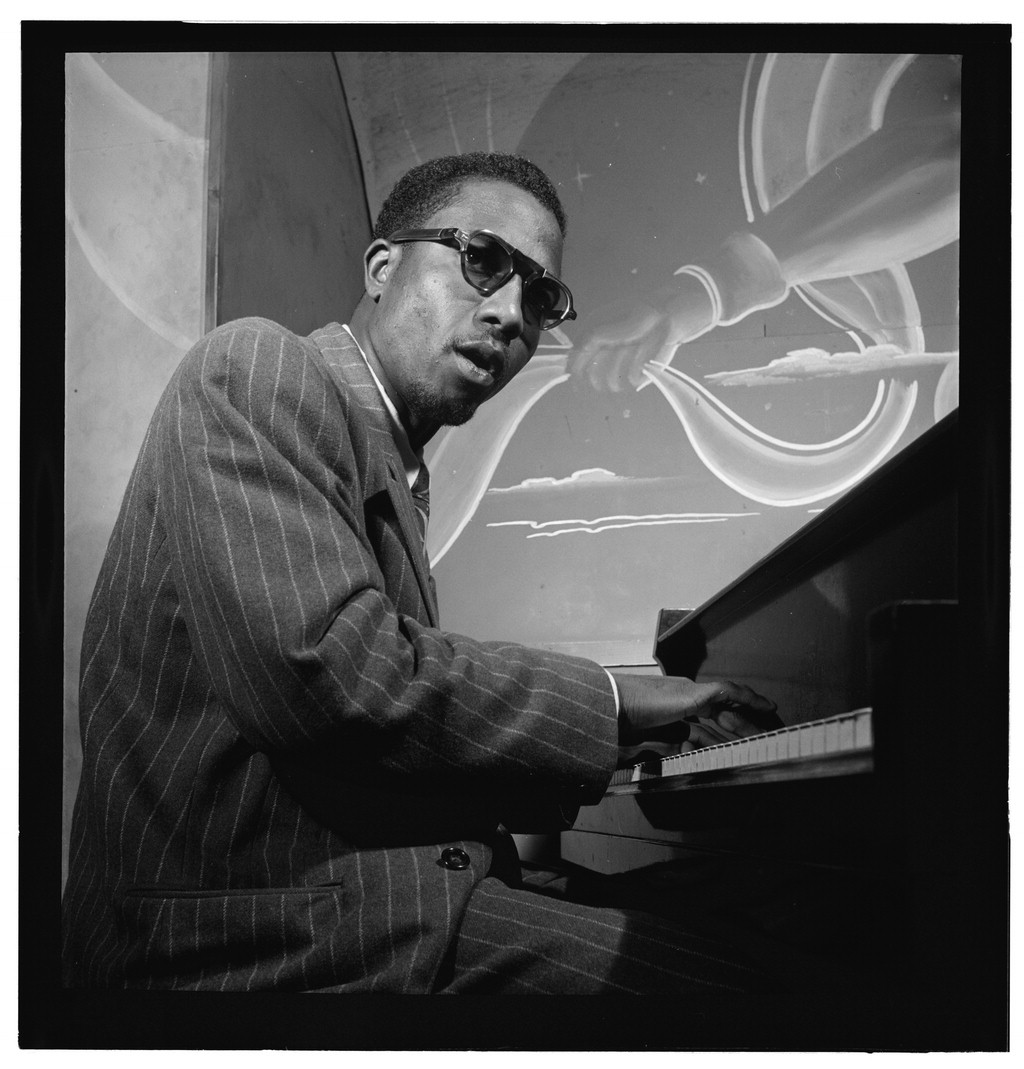
Thelonious Monk

W Nowym Jorku baronowa de Koenigswarter została przyjaciółką i mecenasem wielu wybitnych muzyków jazzowych. W swoim hotelowym apartamencie gościła jam sessions. Wypożyczała swojego Rolls Royce'a wraz z szoferem, by podwoził ich na występy. Jest często nazywana "baronową bebopu" lub "baronową jazzu", gdyż objęła swoim patronatem między innymi Theloniousa Monka i Charlie Parkera. Po śmierci Parkera w jej pokoju w hotelu Stanhope w 1955 roku, została poproszona przez kierownictwo o jego opuszczenie. Wynajęła wtedy pokój w Bolivar Hotel przy 230 Central Park West, budynku upamiętnionym w 1956 roku przez Monka w melodii "Ba-lue Bolivar Ba-lues-are".
Monkowi przedstawiła ją w Paryżu, podczas "Salon du Jazz 1954", pianistka i kompozytor jazzowy Mary Lou Williams. Pannonica protegowała twórczość Monka w USA. W 1962 roku opracowała noty do jego albumu Criss-Cross wydanego przez Columbię. Kiedy został postawiony w stan oskarżenia przez policję za posiadanie marihuany, wzięła winę na siebie. Po tym, jak Monk zakończył na początku lat 70. publiczne występy, zamieszkał w jej domu w Weehawken, gdzie zmarł w 1982 roku.
Na jej cześć zostało skomponowanych wiele utworów. Tytuły
- "Nica's Tempo" (Gigi Gryce),
- "Nica" (Sonny Clark),
- "Nica's Dream" (Horace Silver),
- "To Nica" (Kenny Dorham),
- "Blues for Nica" (Kenny Drew),
- "Nica Steps Out" (Freddie Redd),
- "Inca" (Barry Harris),
- "Thelonica" (Tommy Flanagan),
- i "Pannonica" Monka

nawiązują do jej imienia.

## Literatura
W październiku 2006 roku francuskie wydawnictwo Buchet Chastel opublikowało jej książkę pt. Les musiciens de jazz et leurs trois vœux (fr.) muzycy jazzowi i ich trzy życzenia. Jest to zbiór przeprowadzonych między 1961 a 1966 rokiem wywiadów z trzystoma muzykami, którzy odpowiadają na pytanie jakie byłyby ich "trzy życzenia" i towarzyszących im zdjęć, które zrobiła Polaroidem. Książka została przygotowana do publikacji przez Nadine de Koenigswarter, którą Nica przedstawiała zawsze jako swoją wnuczkę, a której w rzeczywistości była babką cioteczną. Angielska wersja książki pojawiła się w miękkiej okładce jako Three Wishes: an Intimate Look at Jazz Greats (ang.) Trzy życzenia: intymne spojrzenie na gigantów jazzu.
Zrobione przez nią fotografie były wystawiane w 2007 roku na festiwalu Rencontres d'Arles (Francja).

## Śmierć
Baronowa de Koenigswarter zmarła 30 listopada 1988 roku, w wieku 74 lat. Z pierwszego małżeństwa miała pięcioro dzieci, dwoje wnuków i czterech prawnuków.

## Wizerunki medialne

### Filmy
- W filmie Clinta Eastwooda poświęconym życiu Parkera, Bird (1988) jej rolę zagrała Diane Salinger.
- Ukazuje się w wyprodukowanym przez Eastwooda filmie dokumentalnym Thelonious Monk: Straight, No Chaser (1988). Film zawiera przeprowadzony z nią wywiad.

### Prace Hannah Rothschild
W kwietniu 2009 roku brytyjski kanał telewizyjny BBC Four wyemitował film biograficzny The Jazz Baroness, którego autorem scenariusza i reżyserem jest cioteczna wnuczka baronowej, Hannah Rothschild. 25 listopada został on wyemitowany w Stanach Zjednoczonych, przez stację HBO. Dokumentalna audycja radiowa pt. The Jazz Baroness, autorstwa Hannah Rodshild, została nadana przez BBC Radio 4 12 lutego 2008 roku. Hannah Rothschild napisała również biografię baronowej (patrz poniżej).

### Biografie
- Hannah Rothschild: Baronowa jazzu. Dobromiła Jankowska (tłum.). Wydawnictwo Czarne, 2014-06-18. ISBN 978-83-7536-794-2. Brak numerów stron w książce
- David Kastin: Nica's Dream: The Life and Legend of the Jazz Baroness. New York: W. W. Norton & Co, 2011-08-26. ISBN 978-0-393-06940-2. Brak numerów stron w książce